# Parategastes caprinus
Parategastes caprinus is een eenoogkreeftjessoort uit de familie van de Tegastidae. De wetenschappelijke naam van de soort is voor het eerst geldig gepubliceerd in 1970 door Wellershaus.